# Pietro Mascagni
Pietro Mascagni (Livorno, 7 de dezembro de 1863 — Roma, 2 de agosto de 1945) foi um compositor italiano.

## Biografia
Estudou com Alfredo Soffredini. Sua obra mais conhecida é a ópera Cavalleria Rusticana, escrita em apenas dois meses e baseada num texto do escritor italiano Giovanni Verga. Mascagni foi um expoente do período musical na ópera conhecido como verismo, do qual também foi precursor o compositor Ruggero Leoncavallo, autor da ópera Pagliacci.
Mascagni compôs dezessete óperas, embora somente a Cavalleria Rusticana e L'Amico Fritz continuam no repertório musical apresentado atualmente. Outras óperas do mesmo compositor foram Guglielmo Radcliff, I Rantzan e Nerone, escrita em homenagem a Benito Mussolini. Mascagni era declaradamente fascista e aceitou ser o músico oficial do Partido Nacional Fascista. Morreu subitamente no hotel Plaza de Roma, quando, desiludido, entregou-se à indigência.